# Alfonso Obregón
Alfonso Andrés Obregón Cancino (Portoviejo, 12 maggio 1972) è un ex calciatore ecuadoriano, di ruolo centrocampista.
È figlio dell'ex calciatore paraguaiano Alfonso Obregón Allende.
Ha più volte vestito la maglia della Nazionale ecuadoriana, con cui ha preso parte tra l'altro ai Mondiali 2002 (prima partecipazione del suo paese al mondiale).

## Palmarès

### Competizioni nazionali
- Campionato ecuadoriano: 5

LDU Quito: 1998, 1999, 2003, Apertura 2005, 2007

### Competizioni internazionali
- Coppa Libertadores: 1

LDU Quito: 2008